# Michael Schilling (Germanist)
Michael Schilling (* 28. März 1949 in Kiel) ist ein deutscher Germanist und Hochschullehrer.

## Leben
Michael Schilling wuchs in Hamburg auf, besuchte dort das Johanneum und studierte von 1969 bis 1974 an der Universität Hamburg Germanistik, Klassische Philologie und Pädagogik. 1977 wurde er mit der Dissertation Imagines Mundi. Metaphorische Darstellungen der Welt in der Emblematik. zum Dr. phil. promoviert. Nach zwei Jahren auf einer Projektstelle folgte er 1979 seinem akademischen Lehrer Wolfgang Harms nach München. Dort habilitierte er sich 1988 mit einer Arbeit zur frühneuzeitlichen Bildpublizistik. Nach Gast- und Vertretungsprofessuren in Hamburg, Potsdam, Münster und Rostock nahm er 1996 den Ruf auf die Professur für ältere deutsche Literatur an der Otto-von-Guericke-Universität Magdeburg an, die er bis zu seinem Eintritt in den Ruhestand 2014 innehatte. Seine Forschungen befassen sich mit der deutschen und lateinischen Literatur des 11. bis 17. Jahrhunderts. Zu seinen Forschungsschwerpunkten zählen die Mediengeschichte der Frühen Neuzeit (insbesondere die illustrierten Flugblätter), Tierepik, Emblematik, Barockliteratur und die Literaturgeschichte Magdeburgs. Er hat das Verfasserlexikon des 16. Jahrhunderts (zusammen mit Wilhelm Kühlmann u. a.) und die Reihe Deutsche illustrierte Flugblätter des 16. und 17. Jahrhunderts (zusammen mit Wolfgang Harms) herausgegeben und war langjähriger Mitherausgeber der Zeitschriften Euphorion und Archiv für Kulturgeschichte.

## Werke
- Imagines mundi: metaphorische Darstellungen der Welt in der Emblematik. Frankfurt a. M., Bern, Cirencester/U.K.: Lang 1979, zugl.: Hamburg, Univ., Fachbereich Sprachwiss., Diss., 1977, ISBN 978-3-8204-6395-8
- Bildpublizistik der frühen Neuzeit: Aufgaben und Leistungen des illustrierten Flugblatts in Deutschland bis um 1700. Tübingen: Niemeyer 1990, zugl.: München, Univ., Habil.-Schr., 1987/88 ISBN 978-3-484-35029-8
- mit Hartmut Freytag; Wolfgang Harms: Gesprächskultur des Barock: die Embleme der Bunten Kammer im Herrenhaus Ludwigsburg bei Eckernförde. Kiel: Ludwig 2001 ISBN 978-3-933598-29-5
- (Hrsg. mit Peter Strohschneider): Wechselspiele. Kommunikationsformen und Gattungsinterferenzen mittelhochdeutscher Lyrik. Heidelberg: Winter 1996
- (Hrsg. mit Bernhard Jahn): Literatur und Spiel. Zur Poetologie literarischer Spielszenen. Stuttgart: Hirzel 2010
- (Hrsg.): Literatur in der Stadt. Magdeburg in Mittelalter und Früher Neuzeit. Heidelberg: Winter 2012
- (Hrsg. mit Wilhelm Kühlmann u. a.): Frühe Neuzeit in Deutschland 1520–1620. Literaturwissenschaftliches Verfasserlexikon. Bd. 1–7, Berlin / New York (Boston): De Gruyter 2011–19
- Frömmigkeit und Schrankpapier. Die frühneuzeitlichen Flugblätter der Lübecker Jakobikirche. Regensburg: Schnell & Steiner 2018 ISBN 978-3-7954-3373-4
- mit Johann Anselm Steiger, Stefanie Arend: Sinnbilder im Sakralraum. Die Kirche in Lucklum – ein Kompendium der geistlichen Emblematik der Frühen Neuzeit. Regensburg: Schnell & Steiner 2020
- Sprechen und Erzählen in deutscher und lateinischer Tierdichtung vom 11. bis 17. Jahrhundert. Stuttgart: S. Hirzel 2021
- Öffentlichkeit, Markt und Medien. Neue Studien zur Bildpublizistik in der Frühen Neuzeit. Stuttgart: S. Hirzel 2023 ISBN 978-3-7776-3415-9
- mit Johann Anselm Steiger: Die Sarkophage des Coelestin Hoffmann von Greiffenpfeil (1635–1688) und seiner Ehefrau Johanna Margaretha (1636–1689) in St. Marien zu Frankfurt an der Oder. Regensburg: Schnell & Steiner 2024 ISBN 978-3-7954-3974-3

## Editionen
- Johann Fischart: Catalogus Catalogorum perpetuo durabilis (1590). Tübingen: Niemeyer 1993.
- Der Stricker: Der Pfaffe Amis. Nach der Heidelberger Handschrift cpg 341. Stuttgart: Reclam 1994.
- Ysengrimus. Lateinisch-Deutsch. Berlin, Boston: de Gruyter 2020.